# دين أ. ميلر
دين أ. ميلر (بالإنجليزية: Dane A. Miller)‏ هو مهندس أمريكي، ولد في 1946، وتوفي في 10 فبراير 2015.